# جامع بلد الحضر
جامع بلاد الحضر أو الجامع الأثري الكبير ببلاد الحضر هو مسجد أثري بناه المسلمون الفاتحون سنة 570 هجري في مدينة توزر التونسية ويقع في وسط الواحة.

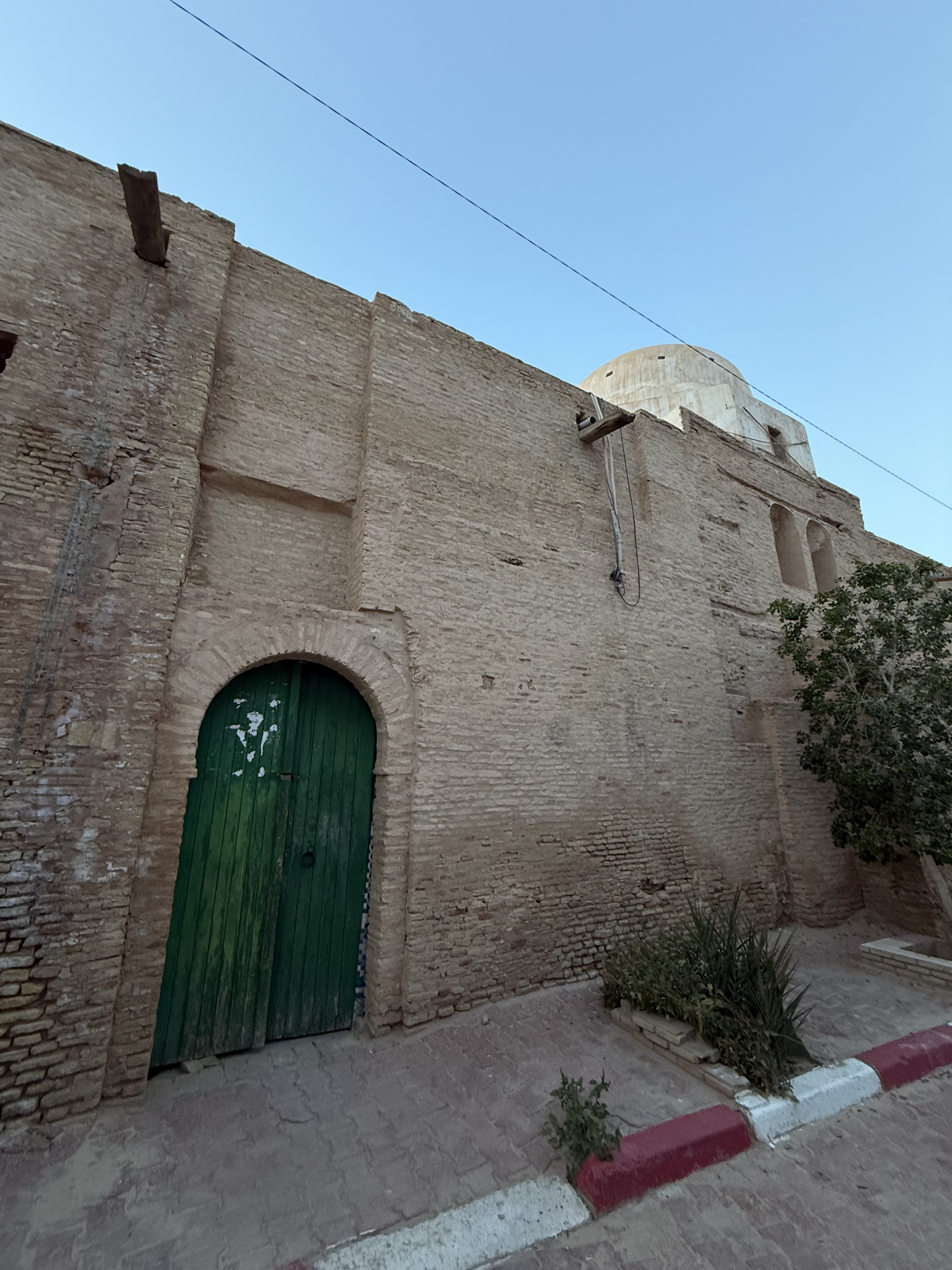
الجامع الأثري الكبير.

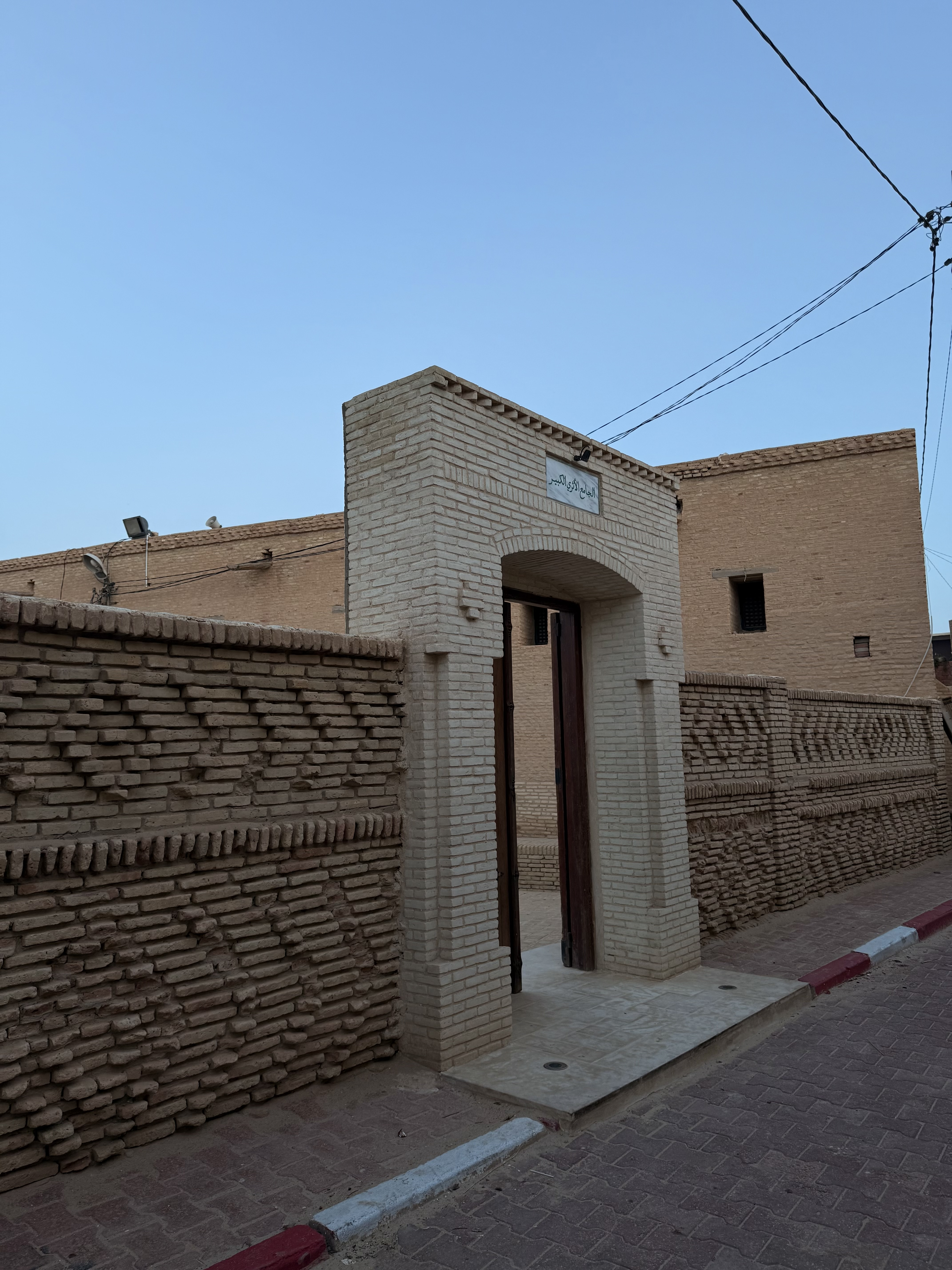
الباب الخلفي للجامع الأثري الكبير ببلاد الحضر.

## البناء
شيدالمسجد بالحجارة والطين وغلفت جدرانه من الداخل والخارج وأرضيته بالآجر التقليدي وبنيت أسقفه من خشب النخيل ويحتوي على حوالي 43 عمودا بنيت من الآجر التقليدي.
ويعد الجامع الكبير ببلاد الحضر أقدم معلم تاريخي بمنطقة الجريد بني على أنقاض كنيسة وشيد المحراب حسب نقيشة محفورة داخله موجودة حتى الآن سنة 570 هجري.

## معمار الجامع
ويمثل الجامع تحفة معمارية مميزة بصومعته وقبابه الأربعة على شاكلة جامع عقبة بن نافع بالقيروان .وتبين العديد من الصور القديمة الدور الاجتماعي والاقتصادي الذي كان يلعبه الجامع حيث كانت تجتمع حوله قوافل التجارة القادمة من الشمال ومن الجنوب خاصة من البلدان الأفريقية.

## الأعلام الذين تخرجوا من الجامع
من أبرز الأعلام الذين درسوا بالجامع:
- أبو زكرياء يحيي الشقراطسي صاحب «القصيدة الشقراطسية في مدح خير البرية»
- أبو علي عمر بن منصور بن ابراهيم صاحب رائعة: خير البلاد لمن أتاها توزر يا حبذا ذاك الجنان الأخضر.
- بوهلال السدادي
- أبو الفضل النحوي

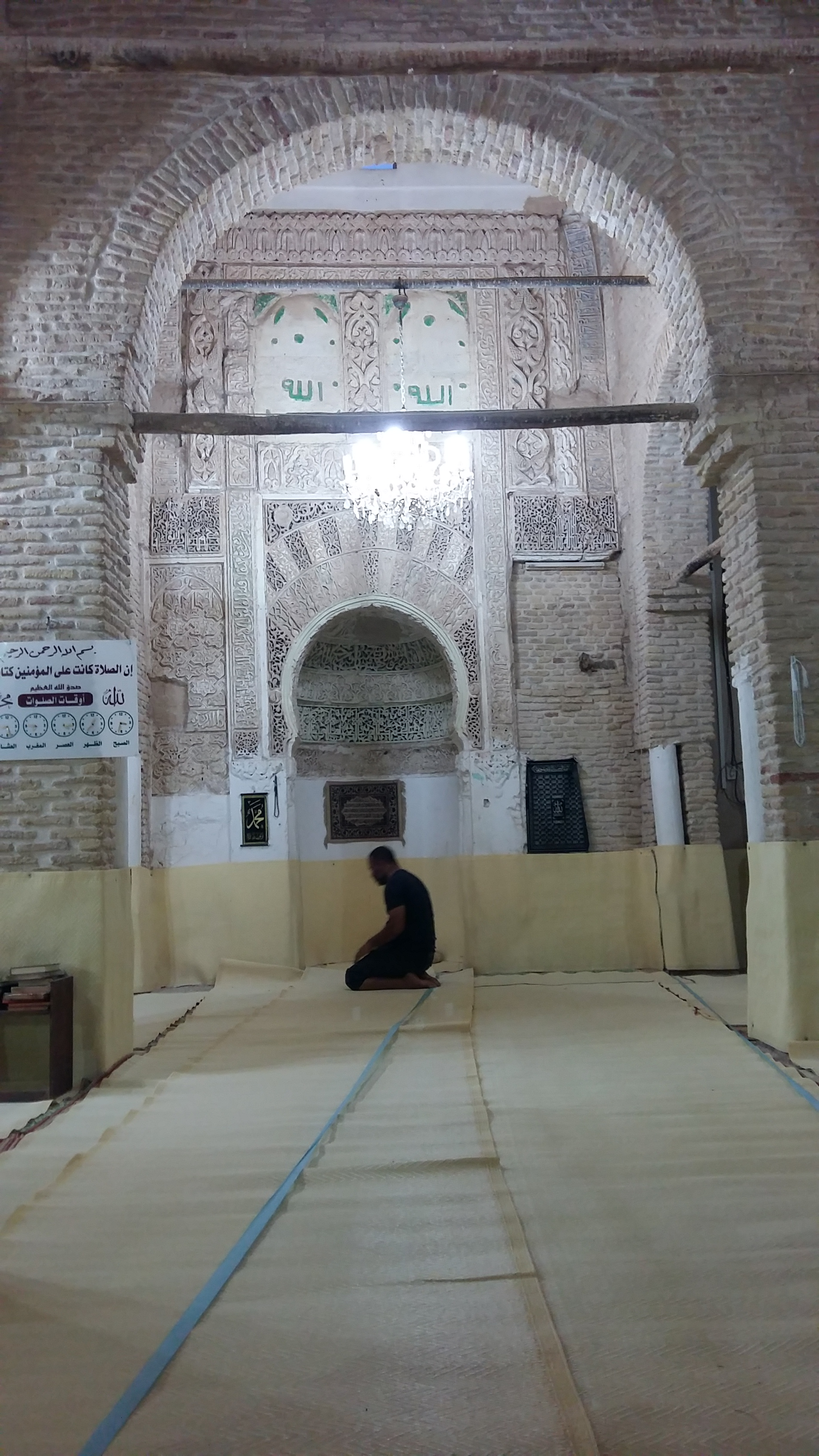
محراب مسجد بلاد الحاضر، الذي يرجع ل590 للهجرة.
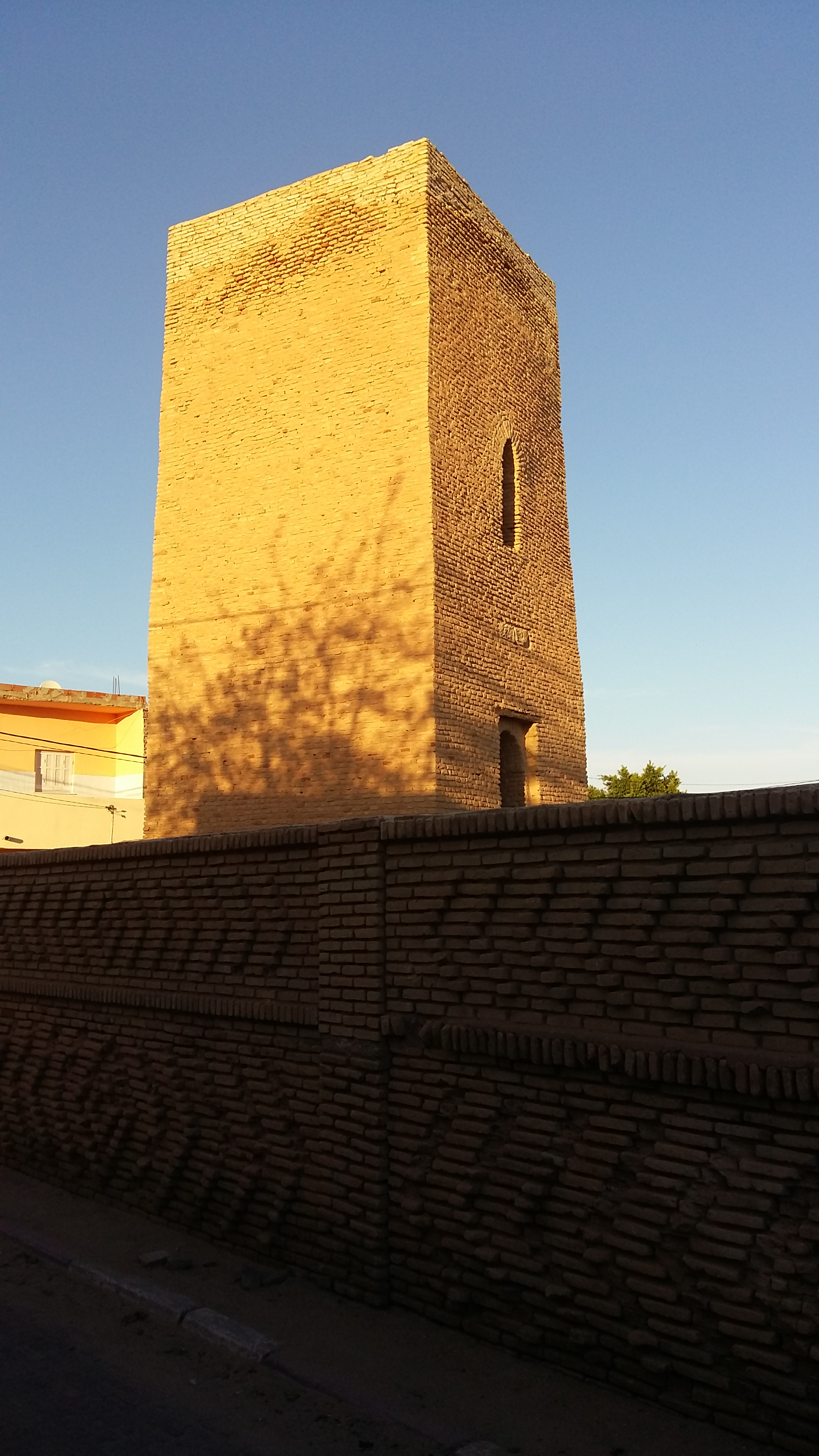
المئذنة في حالة الخراب، التي في قاعدتها ضريح قديم، والواقع 50 متر شمال مسجد بلاد الحاضر.
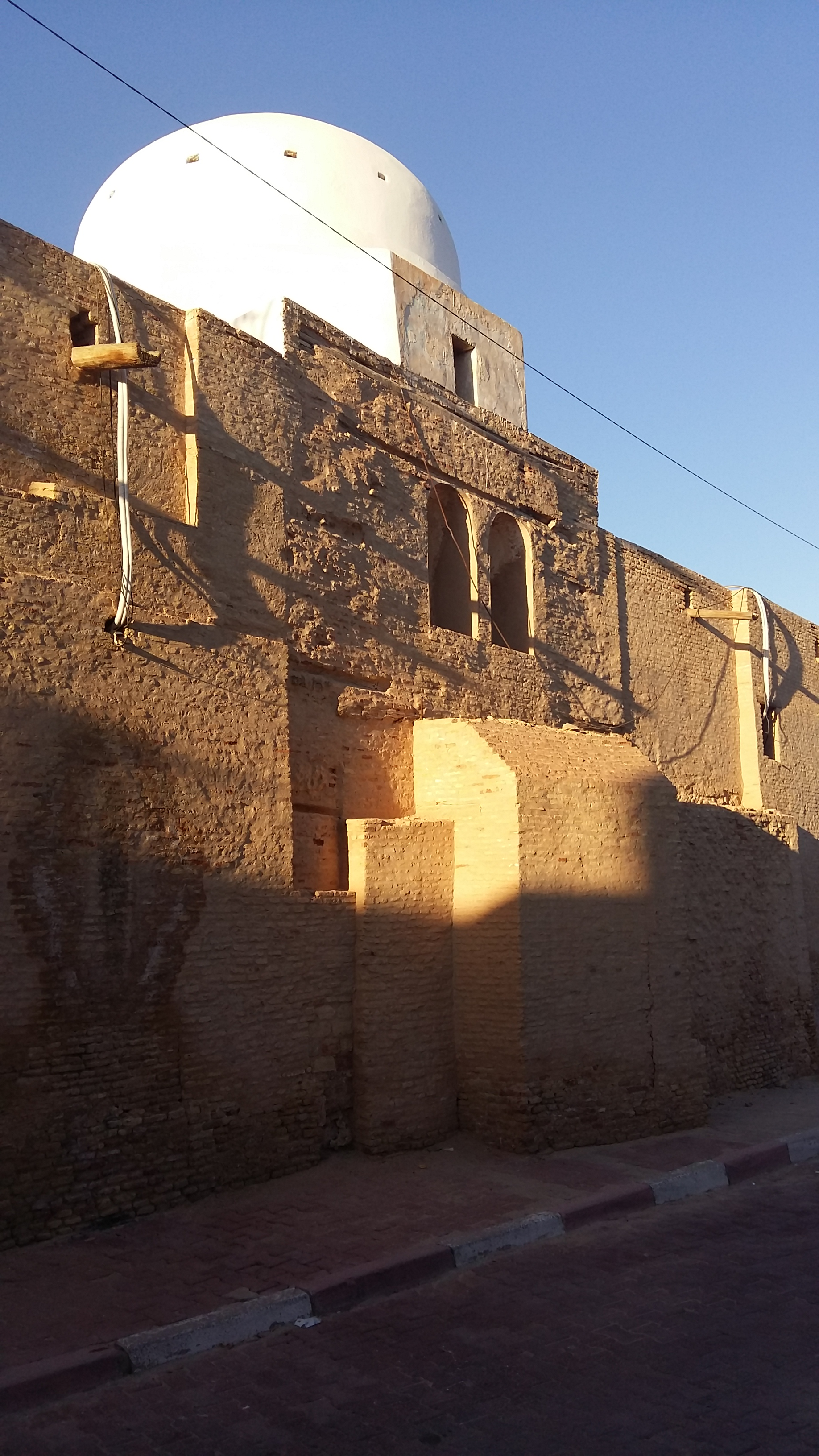
مسجد بلاد الحاضر

## حالياً
يعتبر جامع بلاد الحضر من أهم الأماكن التاريخية في المنطقة، ويحتوي حالياً على مدرسة صغيرة للأطفال لتحفيظ القرآن الكريم. و تقام تظاهرة الألف شمعة في توزر سنويا في حي بلاد الحضر احتفالًا بالمولد النبوي الشريف. تتميز التظاهرة بإضاءة ألف شمعة في ساحة المسجد ، مما يضفي أجواءً روحانية مميزة، ويعكس الطابع التقليدي والاحتفالي للمدينة.